# Грузинский военный контингент в Ираке
Грузинский военный контингент в Ираке — созданное в 2003 году подразделение вооружённых сил Грузии, которое участвовало в войне в Ираке.

## История
В мае 2002 года США начали военную подготовку военнослужащих грузинской армии по программе "Обучение и оснащение" для участия в операциях за границами страны во взаимодействии с войсками стран НАТО.
Первые военнослужащие были направлены в Ирак в начале августа 2003 года, в дальнейшем численность контингента была увеличена, они были размещены в основном в провинции Васит, а один батальон - в Багдаде.
После начала войны России с Грузией в августе 2008 года началось возвращение грузинских войск из Ирака. 10-11 августа 2008 года первые 800 военнослужащих с 11 тоннами грузов были доставлены из Ирака в Грузию на самолётах ВВС США.
30 ноября 2008 года последние военнослужащие Грузии покинули Ирак.
15 декабря 2011 года США объявили о победе и официальном завершении Иракской войны, однако боевые действия в стране продолжались.

## Результаты
Потери грузинского контингента в Ираке составили 5 военнослужащих погибшими и не менее 19 ранеными.
В перечисленные выше потери не включены сведения о финансовых расходах на участие в войне, потерях в технике, вооружении и ином военном имуществе грузинского контингента в Ираке.